# Frédéric Taberlet
Jean François Taberlet est un homme politique français né le 21 février 1836 à Évian (Haute-Savoie) et décédé le 30 août 1904 à Vence (Alpes-Maritimes).

## Biographie
Jean François Taberlet naît le 21 février 1836 à Évian,.
Il est reçu docteur en médecine le 7 septembre 1864 à la faculté de Paris.
Médecin à Thonon-les-Bains, il est représentant de la Haute-Savoie de 1871 à 1876, siégeant à l'extrême gauche, avec la Gauche Radicale.
Il est nommé Chevalier de la Légion d'honneur, en 1884.

### Sources
- « Frédéric Taberlet », dans Adolphe Robert et Gaston Cougny, Dictionnaire des parlementaires français, Edgar Bourloton, 1889-1891 [détail de l’édition]